# NGC 4331
NGC 4331 é uma galáxia irregular (Im) localizada na direcção da constelação de Draco. Possui uma declinação de +76° 10' 07" e uma ascensão recta de 12 horas, 22 minutos e 35,7 segundos.
A galáxia NGC 4331 foi descoberta em 12 de Dezembro de 1797 por William Herschel.